# 日本强鳞虫
日本强鳞虫（学名：Sthenolepis japonica）为锡鳞虫科强鳞虫属的动物。分布于印度太平洋、孟加拉湾、阿拉伯海、日本，包括渤海、黄海、东海、南海等海域。